# Nyomár
Nyomár es un pueblo ubicado en el distrito de Edelény, condado de Borsod-Abaúj-Zemplén, Hungría.

## Superficie
Posee una superficie de 10,46 kilómetros cuadrados.

## Demografía
Hasta 2022 la población era de 283 habitantes, con una densidad de población de 27,06 habitantes por kilómetro cuadrado.